# Újkörtvélyes
Újkörtvélyes (másképpen Kiskörtvélyes, németül: Zahling, szlovénül: Nova Gruškova ves, vendül: Nouva Grüškova ves) Ókörtvélyes településrésze, egykor önálló község Ausztriában, Burgenland tartományban, a Gyanafalvi járásban.

## Fekvése
Gyanafalvától 14 km-re északra, Ókörtvélyestól 1 km-re északra fekszik.

## Története
A település első írásos említése 1498-ból az egyházi vizitáció feljegyzéséből származik, de ennél sokkal korábbi lehet. Ezt jelzi a katolikus templom harangjába bevésett 1404-es évszám. Nevét a szláv „solar” szóból származtatják, mely sóhivatalt jelöl. 1538-ban 8, 1548-ban 6, 1570-ben 10 (ebből 4 puszta volt), 1599-ben 9, 1634-ben 11 portát, illetve sessiót számláltak a településen. 1643-ban 25 házában 153 lakos élt. 1666-ban 27 háza és 166 lakosa, 1691-ben 69 háza és 297 lakosa volt.
A falunak már 1698-ban volt katolikus plébániája, ahová Királyfalva, Dobrafalva és Ókörtvélyes hívei is tartoztak de 1757-ben már a királyfalvi plébánia része volt. 1777-ig a királyfalvi, dobrafalvi és ókörtvélyesi hívek ide is temetkeztek. 1779-ben 232 katolikus és 379 evangélikus élt a településen.
1720-ban 42, 1744-ben 81 ház állt itt. 1787-ben 115 háza és 611 lakosa volt. 1828-ban 110 házában 651 lakos élt. Katolikus iskoláját 1799-ben még fából építették. Evangélikus iskolája 1859-ben épült.
1910-ben 876, túlnyomórészt német lakosa volt. A trianoni békeszerződésig Vas vármegye Szentgotthárdi járásához tartozott. A békeszerződések Ausztriának ítélték és Ókörtvélyes a Gyanafalvai járás része lett. A második világháború végén területe hadszíntér lett és súlyos károkat szenvedett. A két világháborúban 50 helyi lakos esett el, ami aránytalanul nagy szám a település méretéhez képest. 1971-ben Ó- és Újkörtvélyest, valamint Királyfalvát egy nagyközségben egyesítették. 1992-óta Királyfalva újra önálló község, de Újkörtvélyes továbbra is Ókörtvélyes része maradt. 2001-ben 443 lakosa volt.

## Nevezetességei
- Szent Lőrinc tiszteletére szentelt római katolikus plébániatemploma a 15. században már állt. A 17. század végén plébániatemplom lett. 1884-ben és 1960-ban restaurálták. Eredetileg román stílusú egyhajós templom félköríves szentély záródással. Berendezése barokk, nagyrészt a 18. század második felében készült. Oltárképe új.
- Evangélikus plébániatemploma 1791-ben épült. Egyhajós csarnoktemplom, tornya a nyugati oldalon áll. 1945-ben tüzérségi találat érte, 1948-ban építették újjá. 1979-ben restaurálták.

## Külső hivatkozások
- Ókörtvélyes hivatalos oldala
- Újkörtvélyes a dél-burgenlandi települések honlapján
- Várszentmiklós honlapja
- A burgenlandi települések történeti lexikona